# Палюэль
Палюэль (фр. Paluel) — сельская коммуна во Франции, в регионе Нормандия, департамент Приморская Сена, кантон Сен-Валери-ан-Ко. На территории коммуны располагаются сельхозугодья и АЭС Палюэль на берегу Ла-Манша. Население — 420 человек (2018).

## Население
| 1962                            | 1968 | 1975 | 1982 | 1990 | 1999 | 2006 | 2018 |
| ------------------------------- | ---- | ---- | ---- | ---- | ---- | ---- | ---- |
| 368                             | 389  | 364  | 443  | 383  | 416  | 459  | 420  |
| С 1962 года, без двойного учёта |      |      |      |      |      |      |      |